# Anglure
Anglure település Franciaországban, Marne megyében. Lakosainak száma 789 fő (2022. január 1.). Anglure Allemanche-Launay-et-Soyer, Bagneux, Baudement, Granges-sur-Aube és Marsangis községekkel határos.

## Népesség
A település népességének változása:
| Lakosok száma | 700  | 834  | 855  | 901  | 838  | 861  | 879  | 834  | 812  | 789  |
|               | 1968 | 1982 | 1990 | 2006 | 2013 | 2015 | 2017 | 2019 | 2020 | 2022 |